# Rædwald kelet-angliai király
Rædwald (vagy Raedwald, Redwald; †624 körül) a Kelet-angliai Királyság első olyan uralkodója volt, akinek nevén kívül tetteiről is tudunk valamit. Országa a mai Norfolk és Suffolk megyékre terjedt ki. Rædwald eredetileg pogány volt, de megkeresztelkedett, ám templomában a pogány isteneknek is állított oltárt. Befogadta az elűzött northumbriai Eadwine-t, akit 616-ban fegyverrel segített a trónra. A 610-es évek végére ő lett a legbefolyásosabb angolszász uralkodó és megkapta a nagykirályi, bretwaldai címet. Feltételezések szerint a Sutton Hoo-nál talált, gazdag arany- és fegyvermellékletű hajósírba is Rædwaldot temették.

## A politikai helyzet Rædwald idején

Britannia 600 körül

A germán angolszászok (akik között angolok, szászok, jütök és frízek is voltak) az 5. századtól kezdtek betelepülni Britanniába. 600 körülre a meghódított területeken több királyság alakult ki. A 7. század elején Dél-Anglia már szinte teljesen uralmuk alá került.
Rædwald ifjúsága idején már kialakultak az uralkodói dinasztiák a többi angolszász országban is. A királyságok elkezdtek egymás között harcolni, már 568-ból ismert a kenti Æthelberht és a wessexi Ceawlin között ütközet. Æthelberht a keresztény frank király, I. Charibert lányát, Bertát vette feleségül. A későbbi krónikák szerint Merciát 585-ben alapította Creoda, bár a hiányos források miatt nagyon keveset tudunk a merciai uralkodói réteg kialakulásáról.
A Humbertől északra Deira és Bernicia királyságai vetélkedtek egymással. Ælle Deira ura volt egészen 588-as haláláig. Fia Eadwine 604-ben száműzetésbe kényszerült, amikor Bernicia ura, Æthelfrith megtámadta őket és egyesítette a két országot, amelyekből később kialakult Northumbria.

## Családja
Rædwald 560-580 között születhetett. Nevének jelentése kb. tanácsadó hatalom. Apja Tytila kelet-angliai király volt és név szerint ismert Eni öccse is. Beda szerint a Wuffing-dinasztia alapítójának, Wuffának volt egyenes leszármazottja: filius Tytili, cuius pater fuit UUffa ("Tytil fia, akinek apja Wuffa volt").
Valamikor az 590-es években megnősült. Felesége neve nem ismert, de Beda szerint pogány volt. Legalább két fia született tőle, Rægenhere és Eorpwald. Volt egy idősebb fia is, akinek a neve nem a Wuffing-házban szokásos, hanem inkább keleti szász volt: Sigeberht. Egyes feltételezések szerint Rædwald felesége korábban házasságban élt az essexi uralkodóház egyik tagjával és Sigeberht ebből a kapcsolatból származott, vagyis Rædwald mostohafia volt. Sigeberht később összekülönbözött mostohaapjával és Galliába kellett menekülnie, de lehetséges, hogy Rædwald azért űzte el őt, hogy ne legyen riválisa Eorpwaldnak a trónutódlásban.
|   |   |           |           |           |           |           |           |  |  |           |           |           |           |           |           |  |  | Wehha    |          |          |          |          |          |  |  |  |  |  |  |  |  |     |     |     |     |     |     |  |  |   |   |   |   |   |   |
|   |   |           |           |           |           |           |           |  |  |           |           |           |           |           |           |  |  |          |          |          |          |          |          |  |  |  |  |  |  |  |  |     |     |     |     |     |     |  |  |   |   |   |   |   |   |
|   |   |           |           |           |           |           |           |  |  |           |           |           |           |           |           |  |  | Wuffa    |          |          |          |          |          |  |  |  |  |  |  |  |  |     |     |     |     |     |     |  |  |   |   |   |   |   |   |
|   |   |           |           |           |           |           |           |  |  |           |           |           |           |           |           |  |  |          |          |          |          |          |          |  |  |  |  |  |  |  |  |     |     |     |     |     |     |  |  |   |   |   |   |   |   |
|   |   |           |           |           |           |           |           |  |  |           |           |           |           |           |           |  |  | Tytila   |          |          |          |          |          |  |  |  |  |  |  |  |  |     |     |     |     |     |     |  |  |   |   |   |   |   |   |
|   |   |           |           |           |           |           |           |  |  |           |           |           |           |           |           |  |  |          |          |          |          |          |          |  |  |  |  |  |  |  |  |     |     |     |     |     |     |  |  |   |   |   |   |   |   |
|   |   |           |           |           |           |           |           |  |  |           |           |           |           |           |           |  |  |          |          |          |          |          |          |  |  |  |  |  |  |  |  |     |     |     |     |     |     |  |  |   |   |   |   |   |   |
|   |   |           |           |           |           |           |           |  |  |           |           |           |           |           |           |  |  |          |          |          |          |          |          |  |  |  |  |  |  |  |  |     |     |     |     |     |     |  |  |   |   |   |   |   |   |
| ? | ? | ?         | ?         | ?         | ?         |           |           |  |  | Rædwald   | Rædwald   | Rædwald   | Rædwald   | Rædwald   | Rædwald   |  |  | ?        | ?        | ?        | ?        | ?        | ?        |  |  |  |  |  |  |  |  | Eni | Eni | Eni | Eni | Eni | Eni |  |  | ? | ? | ? | ? | ? | ? |
| ? | ? | ?         | ?         | ?         | ?         |           |           |  |  | Rædwald   | Rædwald   | Rædwald   | Rædwald   | Rædwald   | Rædwald   |  |  | ?        | ?        | ?        | ?        | ?        | ?        |  |  |  |  |  |  |  |  | Eni | Eni | Eni | Eni | Eni | Eni |  |  | ? | ? | ? | ? | ? | ? |
|   |   |           |           |           |           |           |           |  |  |           |           |           |           |           |           |  |  |          |          |          |          |          |          |  |  |  |  |  |  |  |  |     |     |     |     |     |     |  |  |   |   |   |   |   |   |
|   |   |           |           |           |           |           |           |  |  |           |           |           |           |           |           |  |  |          |          |          |          |          |          |  |  |  |  |  |  |  |  |     |     |     |     |     |     |  |  |   |   |   |   |   |   |
|   |   | Sigeberht | Sigeberht | Sigeberht | Sigeberht | Sigeberht | Sigeberht |  |  | Rægenhere | Rægenhere | Rægenhere | Rægenhere | Rægenhere | Rægenhere |  |  | Eorpwald | Eorpwald | Eorpwald | Eorpwald | Eorpwald | Eorpwald |  |  |  |  |  |  |  |  |     |     |     |     |     |     |  |  |   |   |   |   |   |   |

## Uralkodásának kezdete és megkeresztelkedése

A Kelet-angliai Királyság elhelyezkedése

Rædwald trónra lépése idején, 597-ben I. Gergely pápa elküldte Canterburyi Ágostont, hogy terjessze a kereszténységet a pogány angolszászok között. Ágoston sikeresen megtérítette a kenti Æthelberhtet és az essexi Saeberhtet és országaikban új püspökségeket alapított. Beda nem ír közvetlenül Rædwald megkereszteléséről, csak Eorpwald fiáéról, de eközben megemlíti, hogy Rædwald Kentben részesült a keresztény szentségekben; ez 604-ben vagy utána történhetett, feltehetően Æthelberht meghívására. Rædwald essexi hercegnőt vett feleségül, amely által szövetségbe került a szomszédos országgal; kenti megkeresztelkedése a másik szomszédjával garantálta a jó kapcsolatokat. Valószínű, hogy ezáltal Kent hatalmi szférájába is bekerült.
Megtérést odahaza nem fogadták egyöntetű lelkesedéssel. Felesége és tanácsadói hatására nem kötelezte el magát véglegesen és a templomában két oltárt tartott, egyiket Krisztusnak, a másikat pedig a pogány isteneknek. A történészek úgy magyarázzák a kettős templomot, hogy a teljes áttérés egyet jelentett volna az Æthelberhtnek való behódolással. Elkötelezettségének hiánya miatt Beda igen rossz véleménnyel volt róla és úgy vélte, hogy megtagadta a hitét.

## Rædwald és Northumbriai Eadwine
A berniciai Æthelfrith Achát, a deirai Eadwine nővérét vette feleségül Miután Æthelfrith 604-ben elfoglalta Deirát, megpróbálta megöletni Eadwine-t, aki Merciában, Cearl királynál keresett menedéket és annak lányát is feleségül vette. Eadwine egyik rokonát, aki a britonokhoz menekült, gyanús körülmények között meggyilkolták. Eadwine végül Rædwaldtól kért oltalmat, aki szívesen fogadta és megígérte hogy megvédelmezi. Amikor Æthelfrith ennek hírét vette, követeket küldött Kelet-Angliába és nagyobb összeget ajánlott Eadwine halálért cserébe, de Rædwald visszautasította. Æthelfrith ezután másodszor és harmadszor is próbálkozott, egyre nagyobb mennyiségű ezüstöt kínálva és háborúval is fenyegetőzött. Rædwald megingott és megígérte, hogy megöleti Eadwine-t vagy átadja őt a northumbriai követeknek.
Eadwine-nek lehetősége nyílt biztonságos országba menekülni, de ő a kelet-angliai udvarban maradt. Ezután meglátogatta (ténylegesen vagy álmában) a római térítő misszió egyik tagja, Yorki Paulinus, aki biztatta, hogy tartson ki és megjósolta, hogy nagyobb hatalomra tesz szert mint bármely angol király Eadwine cserébe megígérte, hogy ha visszaszerzi örökségét, áttér a kereszténységre. Ezután Rædwaldot pogány felesége megszidta, hogy becstelenséget készül elkövetni és pénzért akarja eladni bajba jutott vendégét. Ennek hatására a király elküldte a northumbriai követeket és hadat üzent Æthelfrithnek.
616-ban (vagy 617-ben) Rædwald összegyűjtötte seregeit és fia, Rægenhere kíséretében Northumbria ellen vonult. Az ellenséggel az Idle-folyó partján, Lindsey királyságának határán találkoztak. A véres és hosszú csatában mind Æthelfrith, mind Rægenhere elesett. Eadwine ezután elfoglalta Northumbria trónját, Æthelfrith fiait pedig száműzte.
A 12. századi Huntingdoni Henrik leírása szerint Rædwald három részre osztotta seregét, amelyeket ő, a fia és Eadwine vezetett. A tapasztaltabb harcosokkal támadó Æthelfrith laza formációban harcolt. Mikor meglátták Rægenhere-t, összetévesztették őt Eadwine-nel, rátámadtak és megölték. Fia halálát látva Rædwald dühödten rájuk rontott és lemészárolta Æthelfrithet és harcosait.

## Uralkodása

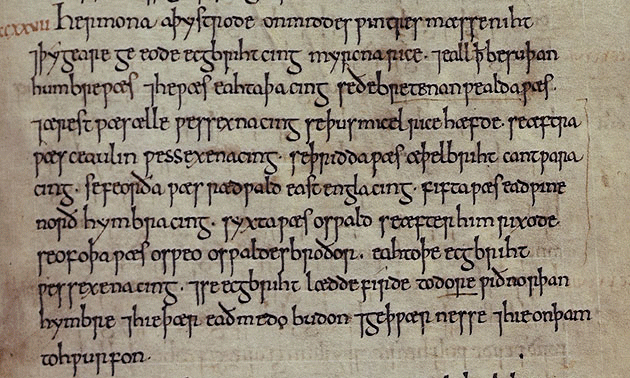
Az Angolszász krónika 827-es kéziratában felsorolják az angolszászok nyolc bretwaldáját. Rædwald neve a hatodik sorban a negyedik szó

Az idle-i csata évében meghalt Æthelberht kenti király és utóda pogány fia, Eadbald lett. Ekkoriban halt meg Sæberht, Essex ura is, akinek három pogány fia elűzte a misszionáriusokat. Ebben az időszakban az egyetlen angolszász keresztény uralkodó Rædwald volt. Az ő halála idején azonban Kentben már újra működtek a hittérítők.
Rædwald hatalma és befolyása annyira megnőtt, hogy Beda az angolok királyának (Rex Anglorum) és Æthelberht imperiuma örökösének nevezi. Hogy befolyása mekkora volt és hol volt hatalmi központja, az pontosan nem ismert. Az Angolszász krónika is a bretwaldák (nagykirályok) közé sorolja.

## Halála
Rædwald valamikor 624 körül halt meg. Ahhoz, hogy megszerezze a bretwaldai státuszt, néhány évig uralkodnia kellett Æthelberht halála után. Barbara Yorke szerint még azelőtt meghalt, hogy Eadwine 627-ben megkeresztelkedett vagy hogy Yorki Paulinus 625-ben Northumbria püspöke lett. A 13. századi Wendoveri Roger krónikájában kétszer is szerepel a halála: 599-ben és 624-ben. Ma úgy tekintik, hogy az első dátum apjának, Tytilának a halálozási ideje, csak a krónikás hibázott a leírásánál.
Utóda a trónon pogány fia, Eorpwald lett, aki később Eadwine hatására megkeresztelkedett.

### Sutton Hoo

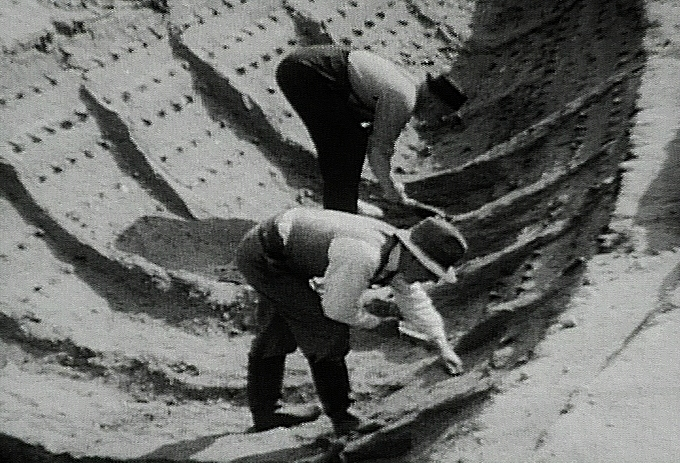
A temetkezési hajó feltárása Sutton Hoo-nál 1939-ben

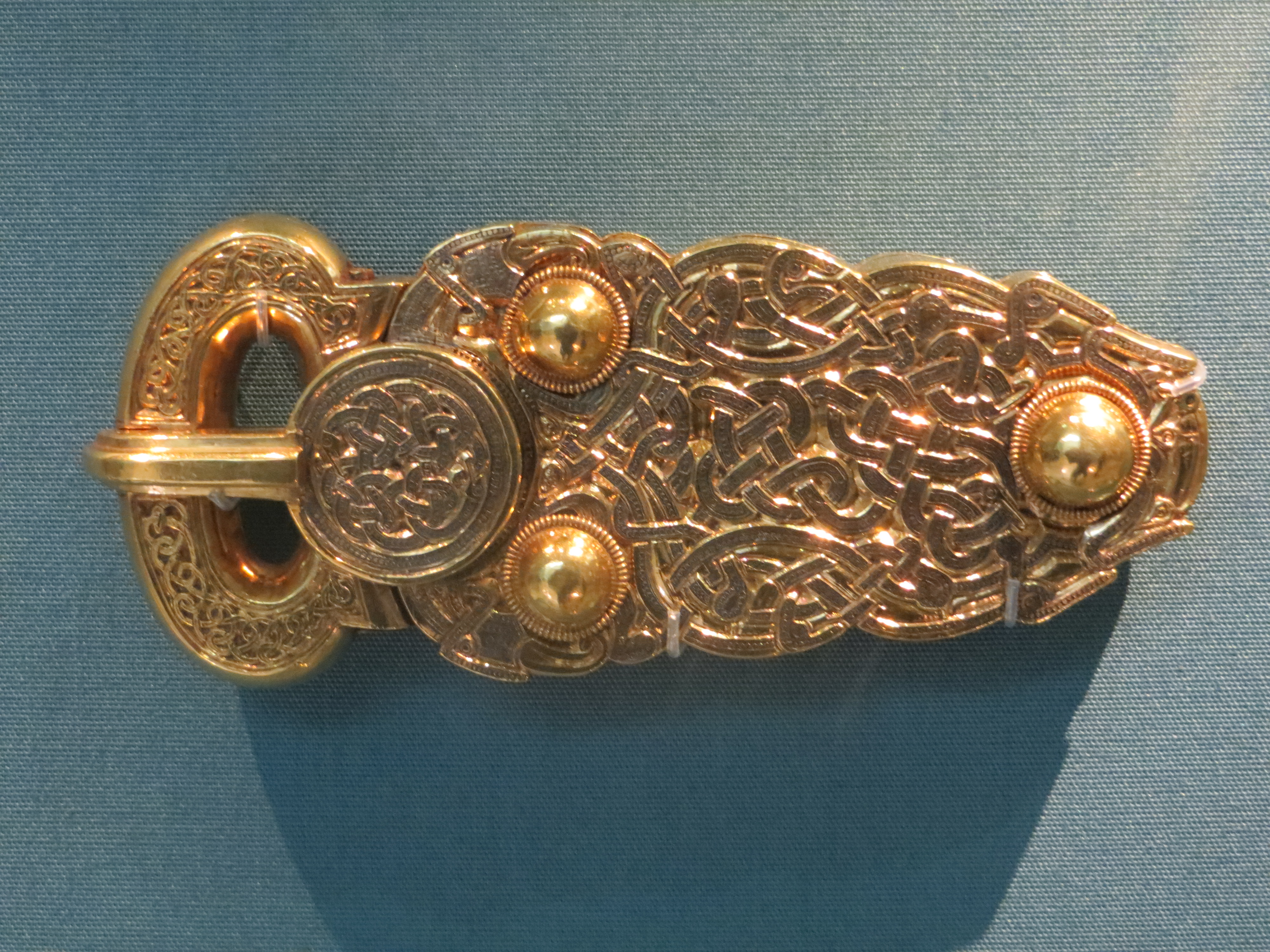
Arany övcsat az 1. sírból (British Museum)

Rædwald idejében a kelet-angliai jelentős személyeket a Sutton Hoo-i temetőben (a Deben folyó torkolatánál a mai Woodbridge közelében) halomsírokba temették. Három nagy halom, amelyek mára jelentősen lepusztultak, még ma is látható.
1939-ben az egyik domb alatt (1. halom) páratlanul gazdag angolszász hajósírra bukkantak. A domb alatt egy 27 méteres, a tengeren is járt és megjavított hajót találtak, amelynek közepén egy fülkében rendkívüli sírmellékletet helyeztek el: ékszereket, ezüsttálakat, kelyheket, ruhákat és fegyvereket. Egy furcsa tárgyat is találtak: egy rúd alakú, bronzveretekkel és szarvassal díszített fenőkövet, amely jogarra emlékeztetett és feltételezik, hogy ez volt a bretwaldák hatalmi szimbóluma. Az aranyból és gránátkőből készült tárgyak olyan kidolgozottságúak, amelyek legalábbis egyenértékűek bármelyik korabeli európai uralkodói udvar ékszereivel. A sírban egyedülálló nagyságú, mediterrán eredetű ezüsttárgy-kollekciót is találtak.
A sírmelléklet gazdagsága és a hatalmi szimbólumok királyi személyre utalnak, feltehetően olyanra, aki a nagykirályi címet is viselte: vagyis Raedwaldra. A kincsek, legalábbis részben, a vazallus uralkodóktól származhattak. A sírban talált pénzérmék alapján a temetés Rædwald halála idején történt. Ennek ellenére a sír tulajdonosát nem sikerült teljesen biztosan azonosítani, nem lehetetlen hogy a halom alatt egy másik kelet-angliai király (akiknek egyik ismert rezidenciája csak 6 km-re innen, Rendleshamben volt található), vagy egy gazdag külföldi nyugodott.
A temetkezés módja és a sírban talált vért skandináv befolyásra utal, Svédországban hasonló Vendel-kori leletekre bukkantak. Egyes vélemények szerint lehetséges, hogy a Wuffing-ház skandináv eredetű volt. A hasonlóságok mellett azonban határozott különbségek is vannak és a Sutton Hoo-i tárgyak olyan sajátságokat és stílust mutatnak, amelyek másutt nem fellelhetőek.
Az is lehetséges, hogy a halom csak szimbolikus sír, kenotáfium. Holttestet ugyanis nem találtak benne, csak kémiai jelek utalnak egy test létére, azonban nem kizárható hogy az egy állaté volt (a sírba rakott hús vagy kedvenc állat teste). Feltételezhető, hogy Rædwald keresztény temetésben részesült és a régi hagyományok szerinti sírja csak csak nagykirályi státuszát reprezentálta pogány alattvalói számára.

## Fordítás
- Ez a szócikk részben vagy egészben  a   Rædwald of East Anglia című angol Wikipédia-szócikk ezen változatának fordításán alapul.  Az eredeti cikk szerkesztőit annak laptörténete sorolja fel. Ez a jelzés csupán a megfogalmazás eredetét és a szerzői jogokat jelzi, nem szolgál a cikkben szereplő információk forrásmegjelöléseként.

| Előző uralkodó: Tytila | Kelet-Anglia királya 599 – 624 | Következő uralkodó: Eorpwald |